# Police juive du ghetto
Vous lisez un « article de qualité » labellisé en 2022.

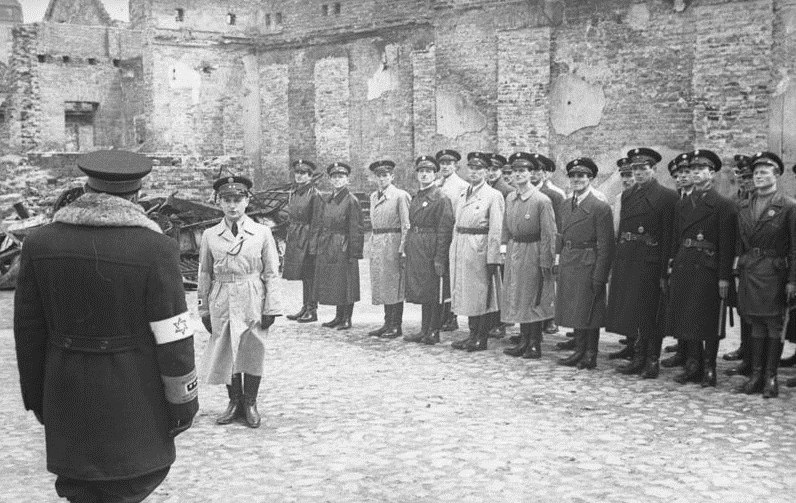
Police juive dans le ghetto de Varsovie, en mai 1941.

La police juive du ghetto (Jüdische Ghetto-Polizei en allemand) ou service d’ordre juif (Jüdischer Ordnungsdienst), communément appelée police juive par les Juifs, est une unité de police mise en place dans les ghettos juifs de l’Europe sous domination nazie, pendant la Seconde Guerre mondiale. Les services d’ordre juifs sont créés dans les ghettos à la suite des Judenräte — les conseils juifs locaux — auxquels ils sont formellement rattachés ; ils sont dans les faits soumis aux forces allemandes, dont ils appliquent les ordres au sein des ghettos.
Dans un premier temps chargés pour l’essentiel de tâches bénéficiant aux habitants des ghettos (gestion de la circulation, règlement des conflits, surveillance de l’hygiène publique, etc.), ils se voient progressivement confier la responsabilité de mettre en œuvre le travail forcé, de confisquer les biens des Juifs et de surveiller l’enceinte des ghettos, désormais séparés du reste de la ville. Dans ce cadre, corruption et extorsions sont omniprésentes, si bien que les polices juives sont rapidement perçues avec hostilité par la population.
L’année 1942, durant laquelle les déportations vers les centres d’extermination se multiplient dans le cadre de la Solution finale, marque un tournant pour les polices juives : sous les ordres des nazis, les agents du Jüdischer Ordnungsdienst participent aux rafles et aux déportations, souvent en échange de la promesse d’avoir, ainsi que leur famille, la vie sauve. Néanmoins, la liquidation des ghettos, jusqu’en 1944, est suivie de celle des polices juives : pour la plupart, leurs membres sont in fine exécutés sur place ou déportés, comme les autres Juifs.
Si les services d’ordre juifs ont très majoritairement participé aux exactions et aux déportations, quelques-uns ont collectivement refusé d’y participer, certains policiers ont démissionné, ont aidé leurs pairs juifs, voire ont rejoint la résistance, souvent au prix de leur vie.
À l’issue de la guerre, les services d’ordre juifs sont haïs par les survivants de la Shoah pour leur participation aux déportations. Certains de leurs membres — et dans une moindre mesure des conseillers juifs locaux — encore vivants sont convoqués devant des tribunaux d’honneur juifs organisés en Europe ou devant des tribunaux civils, notamment en Pologne et en Israël. Les polices juives sont dans un premier temps dépeintes comme coupables de collaboration avec les nazis. Le regard ultérieur des historiens, en particulier à partir des années 1990, est davantage nuancé ; ils s’attachent moins à les qualifier moralement (victimes, coupables ou dans une zone grise) qu’à comprendre et décrire leur réalité.

## Chronologie

### Contexte
Le régime nazi et l’Union soviétique, liés par le Pacte germano-soviétique, envahissent la Pologne en 1939, provoquant l’entrée en guerre de la France et du Royaume-Uni et marquant le début de la Seconde Guerre mondiale. Troisième Reich et URSS se partagent le territoire polonais : certains territoires de l’Ouest sont annexés par l’Allemagne, la partie centrale de la Pologne devient le Gouvernement général de Pologne sous domination nazie, tandis que les territoires de l’Est sont annexés par l’URSS.
Dès la fin de l’année 1939, l’Allemagne nazie, de manière essentiellement décentralisée, confine les Juifs de Pologne dans des ghettos, de manière à séparer strictement les populations juives — en attendant leur expulsion — de celles dites « aryennes », et afin d’exploiter économiquement les premières, essentiellement via le travail forcé,.
À partir de juin 1941, le Troisième Reich envahit l’URSS avec l’opération Barbarossa. Cette invasion conduit les nazis à occuper des territoires polonais de l’Est, qui sont dès lors regroupés au sein du Reichskommissariat Ostland au Nord (lequel inclut également la Lituanie, la Lettonie et l’Estonie) et du Reichskommissariat Ukraine au Sud. Dans ces anciens territoires soviétiques désormais sous domination nazie, les Allemands créent également des ghettos juifs, cette fois avec pour but premier l’extermination des Juifs dans le cadre de la Solution finale : les ghettos visent à rassembler la population juive à titre temporaire, en attendant que soient possibles sa déportation et son élimination dans les centres d’extermination,.
Des conseils juifs locaux, les Judenräte, sont créés dès 1939 par les nazis dans les différents ghettos juifs afin d’y servir d’intermédiaires auprès de la population, qu’ils sont chargés d’administrer selon les ordres allemands. Les conseillers juifs, souvent des notables locaux, sont théoriquement élus par la population et en pratique nommés avec l’accord des forces allemandes.

### Mise en place

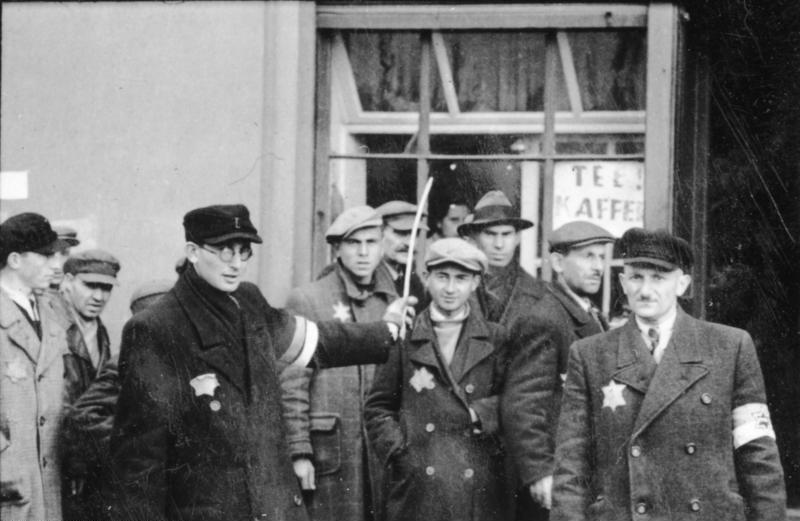
Policiers juifs dans le ghetto de Łódź en 1940.

Les services d’ordre juifs (en allemand, Jüdischer Ordnungsdienste), appelés « polices juives » par les Juifs, sont instaurés dans les différents ghettos à partir de 1940 sur consigne des Allemands, bien qu’aucun ordre écrit en ce sens émanant des autorités centrales nazies n’ait été retrouvé. Les Jüdische Ordnungsdienste sont chargés de maintenir l’ordre dans le ghetto et d’y faire appliquer les décisions allemandes, notamment en matière d’exploitation économique — travail forcé, impôts, confiscation de biens, etc.,,.

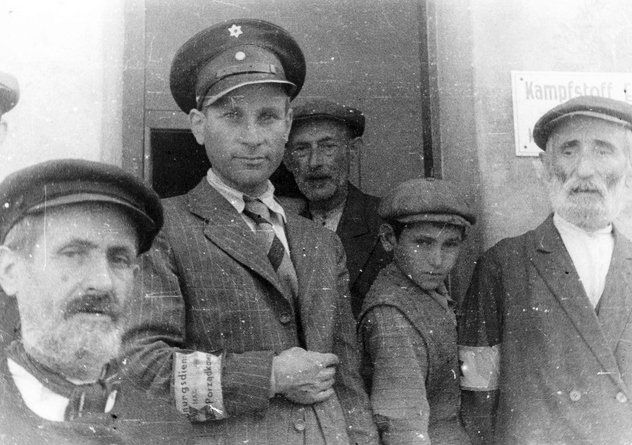
Membre du Jüdischer Ordnungsdienst du ghetto de Tomaszów Mazowiecki (Pologne), date inconnue.

La mise en place des polices juives accompagne la constitution des ghettos. Ainsi, à Łódź, l’ordre de constituer un service d’ordre juif intervient une dizaine de jours après celui de création du ghetto et deux mois avant son isolement effectif du reste de la ville, en avril 1940 ; à Varsovie, cet ordre intervient en septembre 1940, deux semaines environ avant celui établissant le ghetto (la police est effectivement mise en place fin novembre, deux semaines après que le ghetto a été verrouillé) ; à Lwów, la création de la force de police est ordonnée en même temps que le ghetto est constitué, le 8 novembre 1941 ; à Radom, l’ordre d’instaurer un Jüdischer Ordnungsdienst précède d’une semaine l’établissement du ghetto, en avril 1941 ; à Częstochowa, il suit d’une dizaine de jours celui de création du ghetto, en avril 1941, ; à Kolomya, il suit de trois jours l’instauration du ghetto en mars 1942.

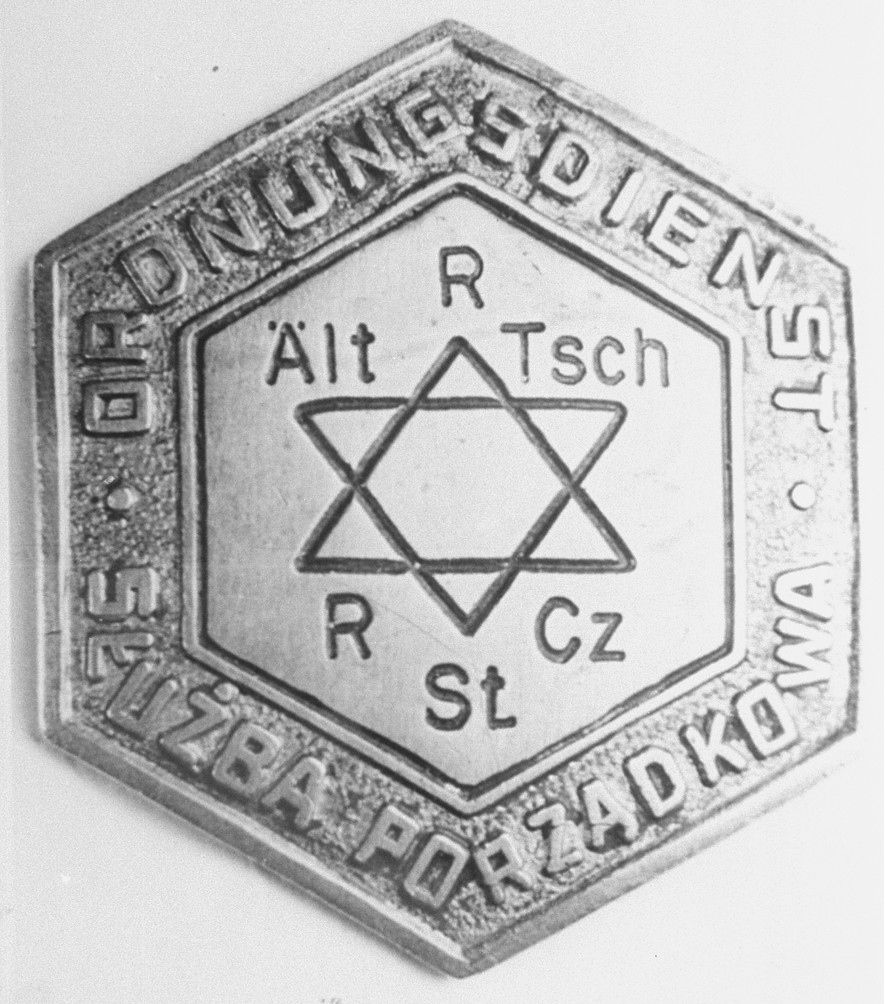
Insigne de la police juive du ghetto de Częstochowa.

À propos du ghetto de Cracovie, l’historienne Alicja Jarkowska-Natkaniec écrit : « La création du Judenrat et d’une force responsable du maintien de l’ordre et de l’hygiène publique dans le quartier juif épargna aux Allemands la peine de créer leur propre système administratif ».
À l’inverse des Judenräte, imposés par les forces occupantes mais qui s’inscrivent dans la continuité d’organisations locales juives d’avant-guerre (notamment les kehillot), les services d’ordre juifs sont des organisations sans précédent dans les communautés juives locales, relève l’historien israélien Aharon Weiss. Dans certains cas néanmoins, les services d’ordre sont créés à partir de milices préexistantes, quoique postérieures au début de l’occupation. Ainsi, dans le ghetto de Varsovie en devenir, la mise en place du Jüdischer Ordnungsdienst en septembre 1940 s’appuie sur un « service de sécurité du bataillon du travail » constitué par le Judenrat en décembre 1939 pour répondre aux quotas de travailleurs forcés établis par les Allemands ; il surveille aussi la construction de l’enceinte du ghetto quelques mois plus tard,. Des milices préexistent également à Częstochowa et à Kovno : respectivement la Inspekcja Ruchu Ulicznege (IRU), chargée de contrôler la circulation des Juifs dans les rues, et l’Ordnunsgruppe, qui protège l’équivalent local du Judenrat,.
Les Allemands donnent pour consignes — diversement respectées — de recruter dans les Jüdischer Ordnungsdienste des jeunes qui soient sportifs, aient une expérience militaire et soient diplômés,,.
La création de ces services d’ordres, formellement placés sous la coupe des Judenräte, suscite des craintes au sein de ces derniers. Dans un certain nombre de cas, afin de s’assurer un contrôle effectif sur la police juive et de veiller à sa respectabilité, les conseils juifs locaux cherchent à maîtriser le recrutement des effectifs policiers,, qui leur est généralement confié, bien que les Allemands (notamment la Gestapo) nomment également d’autorité certains policiers, — à Thessalonique, en Grèce, le chef de la police juive est ainsi désigné par les Allemands et prend ses ordres auprès de la Gestapo,. Dans plusieurs ghettos, le Judenrat place ses membres à la tête de la police juive ; c’est notamment le cas dans les ghettos de Lublin, Pabianice, Skierniewice, Żółkiew, Żarki ainsi que dans ceux de Sosnowiec et de l’Est de la Haute-Silésie, dont la direction des conseils locaux supervise aussi les polices juives,.
La police juive est parfois le bras exécutif, obéissant, du Judenrat — c’est entre autres le cas dans les ghettos de Kovno, Łódź et, dans un second temps, Białystok, —, tandis que dans d’autres ghettos, la police juive agit indépendamment de celui-ci (par exemple, à Vilnius) voire en prend à terme le contrôle : à Otwock par exemple, le commandant de la police, servile, est nommé à la tête du Judenrat par les Allemands lors de la liquidation du ghetto ; dans le ghetto de Nowy Sącz, c’est un criminel notoire qui dirige la police avec l’approbation des nazis et il obtient la direction du conseil juif local après la déportation du 23 août 1942. Les forces allemandes encouragent ces configurations lorsque les Judenräte se montrent peu enclins à exécuter les ordres reçus.
Officiellement rattachés au Judenrat, les services d’ordre juifs sont cependant également soumis à la supervision des autorités administratives allemandes, des Schutzstaffel (SS) et, dans les ghettos du Gouvernement général de Pologne, de la police bleue (policja granatowa en polonais ; surnom destiné à la distinguer de la police polonaise d’avant-guerre), par exemple à Częstochowa ou Cracovie,,. Ils sont parfois placés directement ou indirectement sous les ordres de l’Ordnungspolizei (Orpo) : la police du ghetto de Kielce répond ainsi à la Schutzpolizei (et à la Gestapo) et celle de Varsovie à la police bleue elle-même subordonnée à l’Orpo.

### Évolution des prérogatives

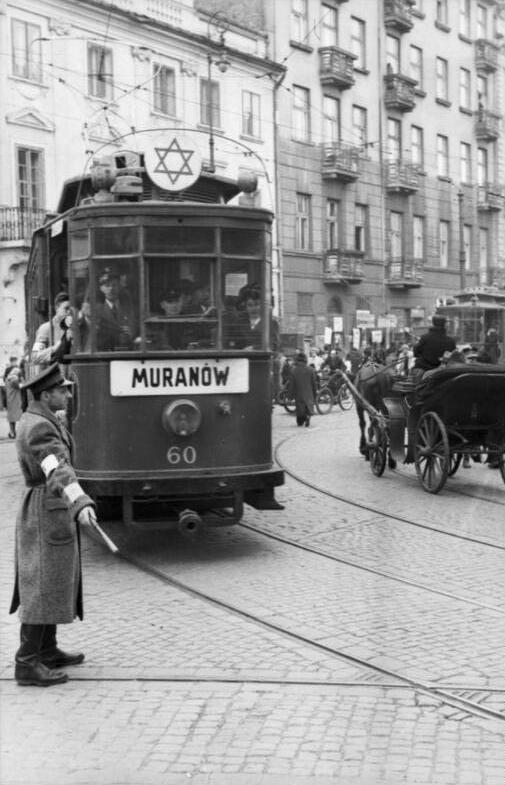
Un policier juif fait la circulation dans le ghetto de Varsovie, le 25 mai 1941.

Le périmètre et la nature des prérogatives des polices juives varient d’un ghetto à l’autre. L’historien Aharon Weiss distingue cependant trois grands types de missions qui leur sont confiées :
- les missions qui découlent des ordres allemands (directs ou par l’intermédiaire du Judenrat) ;
- les missions décidées par le Judenrat lui-même ;
- les missions issues des besoins de la communauté juive.

En plus de l’application des consignes allemandes, les polices juives effectuent donc d’autres missions à la demande du Judenrat ou selon les besoins de la population. Ces missions tournées vers le bien-être de la population (contrôle de la circulation, règlement des conflits, contrôle de la propreté, etc.) priment dans un premier temps ; elles constituent par exemple le quotidien des policiers du ghetto de Varsovie.

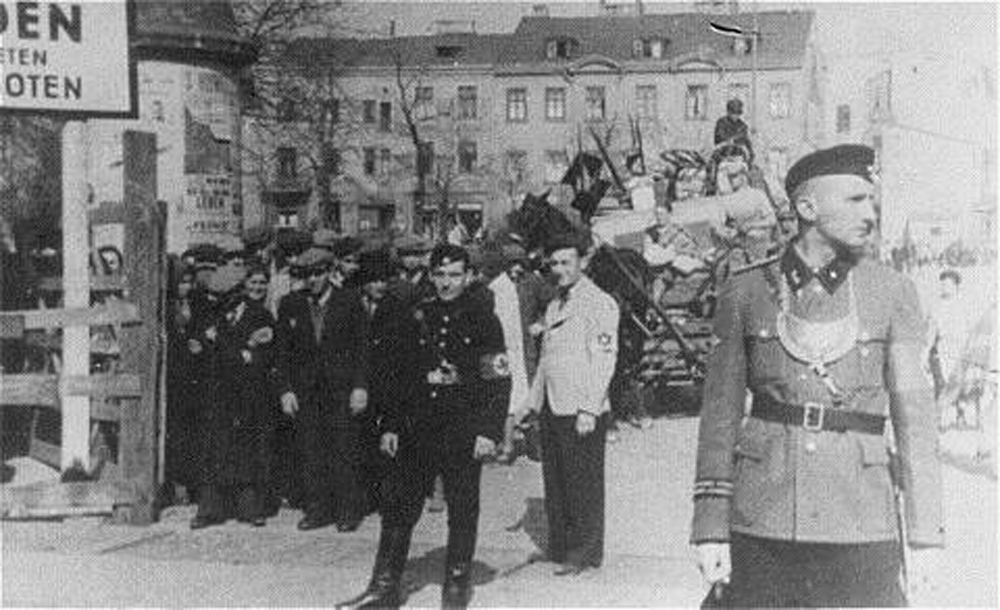
Les polices juive et allemande gardent l’une des entrées du ghetto de Łódź, circa 1941.

Rapidement cependant, les Allemands (directement ou via les Judenräte) tendent à imposer davantage de missions, notamment répressives, aux polices juives : contrôle des prix, prélèvement de taxes, etc.,.
Dès 1940, les services d’ordre juifs sont chargés de seconder les Allemands pour mettre en œuvre les travaux forcés, en sélectionnant des individus à cette fin puis en les escortant jusqu’à leur lieu de travail à l’extérieur du ghetto, ce qui n’est pas sans conséquence sur leur perception par les populations,. En février 1942, dans le ghetto de Kovno, dans le Reichskommissariat Ostland (plus précisément en Lituanie), la police juive — sous les ordres de l’Arbeitsamt (l’équivalent local du Judenrat), lequel a l’obligation de remplir les quotas de travailleurs fixés par les Allemands — participe ainsi à l’envoi de plusieurs centaines de Juifs vers le ghetto de Riga à des fins de travail forcé,. Des policiers écrivent :

« Tout le sale travail, le recrutement des gens et leur transfert en prison, incomba, comme toujours, à la police. Il est [évident] que personne ne voulait, de son propre gré, se rendre dans un endroit inconnu. Il fallut les recruter de force. Il y eut de nombreux cas de résistance, de combat et de désobéissance, pour lesquels les gens furent aussi punis. »

Dans la majorité des ghettos, la police juive est également investie d’un pouvoir de sanction judiciaire : c’est usuellement le commandant qui prononce les sanctions (amendes, incarcération…) ; il arrive également que les services d’ordre soient forcés d’exécuter des Juifs sur ordre de tribunaux allemands,.
Toujours avec des disparités d’un ghetto à l’autre, les activités de police visant à améliorer ou protéger le bien-être des populations reculent donc progressivement pour laisser la place à des opérations essentiellement répressives, avec un tournant majeur en 1942.

### Participation à la déportation

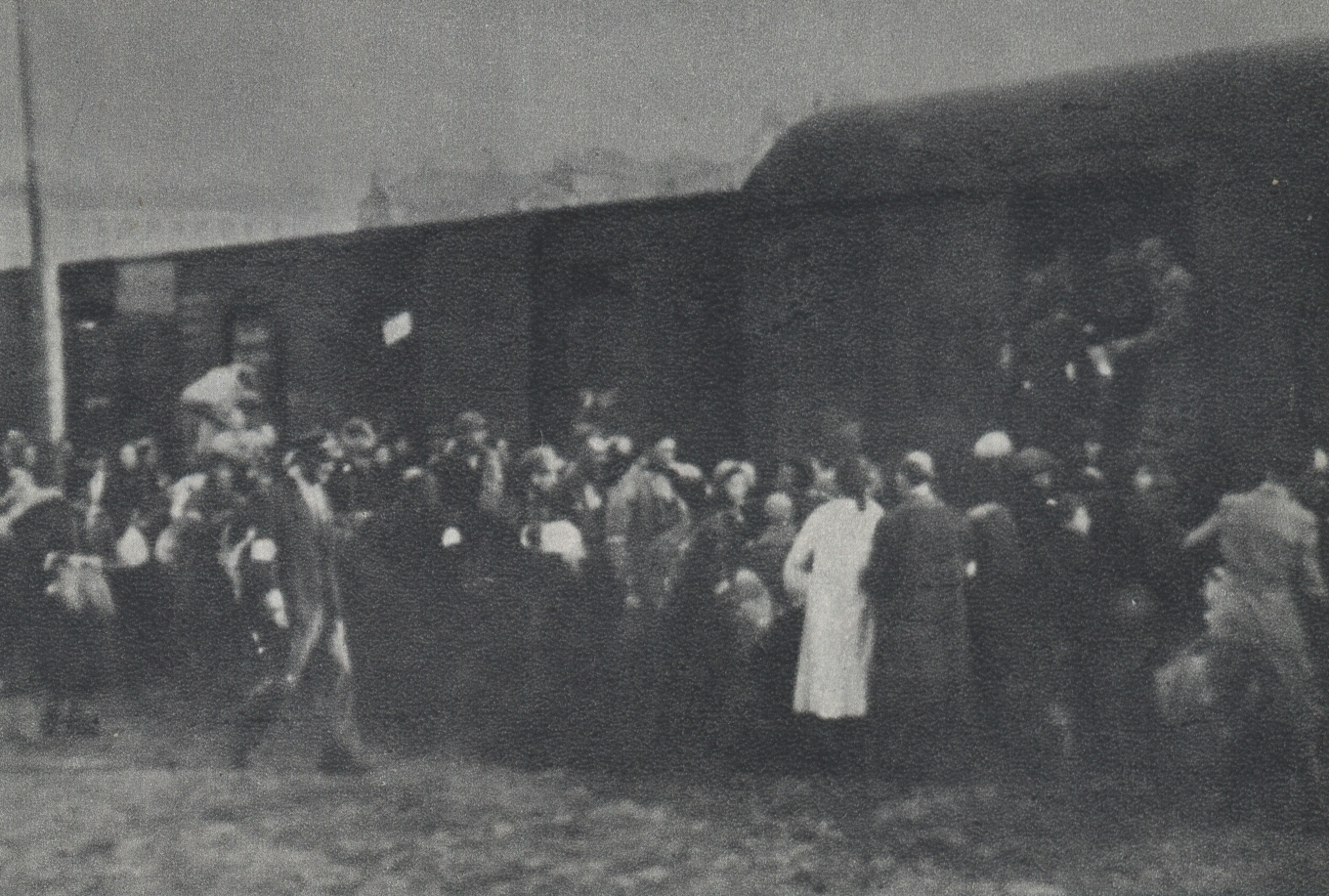
Sur l’Umschlagplatz de Varsovie, lors de la grande action de l’été 1942, embarquement des Juifs dans des wagons, en présence d’un policier.

La mise en place de la Solution finale, en 1942, ouvre une période nouvelle pour les polices juives, sommées de participer à la déportation (et parfois à la sélection) des Juifs vers les centres d’extermination.
Le but initial des nazis est de faire reposer les opérations de déportation dans les ghettos sur les Jüdische Ordnungsdienste, afin d’épargner physiquement et moralement les troupes allemandes. Face au manque d’efficacité de ceux-ci, néanmoins, les autorités nazies prennent la main sur les opérations, tout en persistant à impliquer les services d’ordre.

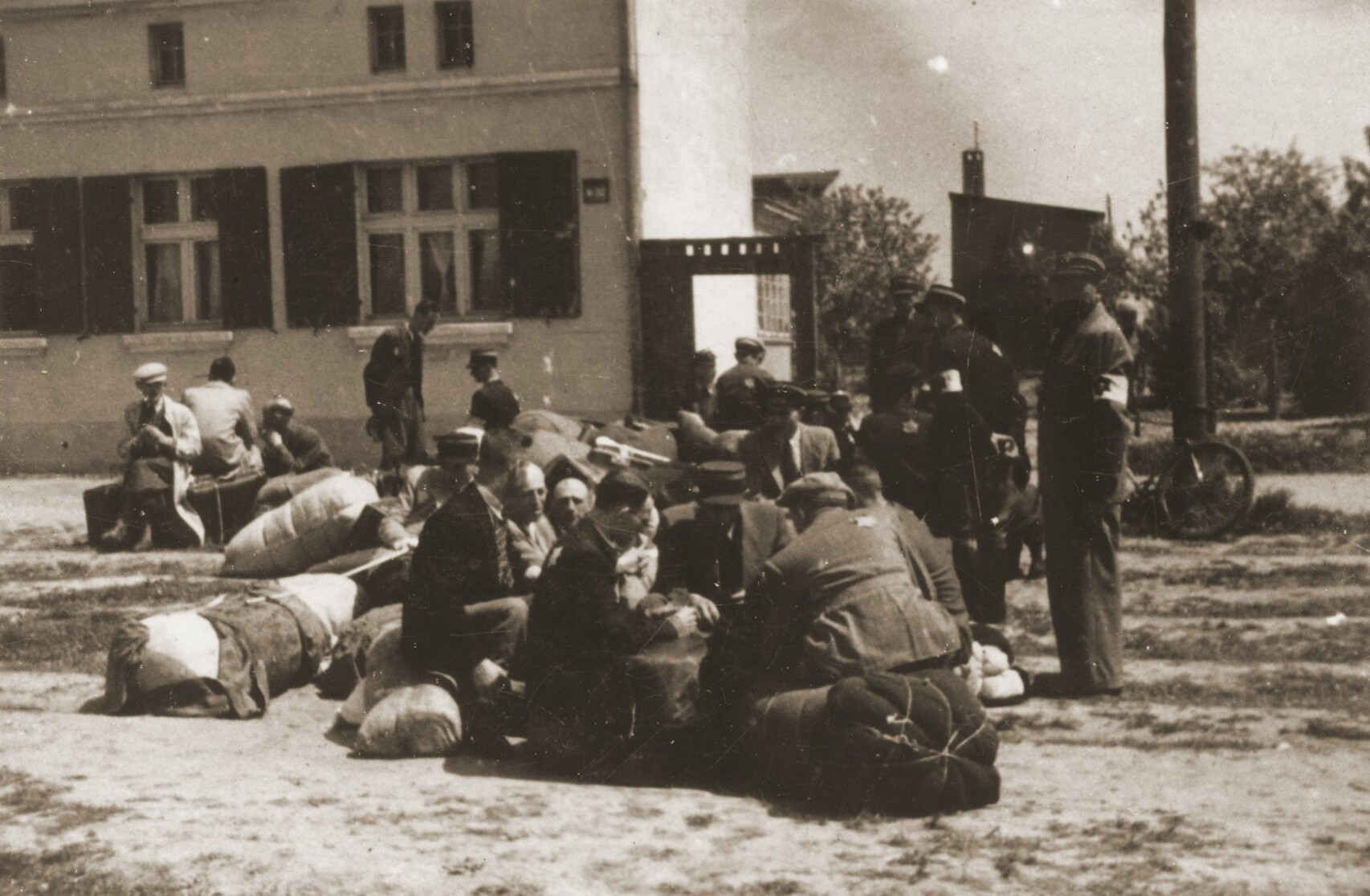
Des policiers juifs surveillent des Juifs rassemblés dans la prison centrale du ghetto de Łódź, en mai 1942, en vue de leur déportation au centre d'extermination de Chełmno.

Le degré de participation des policiers juifs à la déportation varie d’un ghetto à l’autre, probablement en fonction des ordres des autorités allemandes locales et de la posture de chaque police juive. Certains services d’ordre assistent les SS ou la police locale, tandis que d’autres participent eux-mêmes à la sélection des Juifs à déporter, les escortent jusqu’aux wagons devant les convoyer vers les camps d’extermination, voire pourchassent et dénichent ceux qui tentent d’échapper à la déportation en se cachant dans le ghetto. Une survivante du ghetto de Borysław, Gina Wieser, témoigne ainsi en 1945 : « Notre police juive s’est pliée en quatre pour rendre service aux Allemands pendant les rafles et a livré tous les Juifs qu’elle a pu trouver. Elle a appris aux Allemands à fouiller les bunkers et les abris, creuser sous le sol et à démolir les murs ». Des cas de chantage ont été documentés dans plusieurs ghettos, où des policiers évitent la déportation à d’autres Juifs contre paiement.
Pour s’assurer de l’obéissance des membres du Jüdische Ordnungsdienste, les forces allemandes manient la peur et comptent sur leur instinct de survie. Des policiers sont régulièrement exécutés sommairement par les forces allemandes en représailles de délits commis par la population — ou menacés de l’être s’ils sont jugés inefficaces — ce qui contribue à les terroriser,. Par ailleurs, il leur est promis qu’eux et leurs familles seront épargnés lors des déportations,. En septembre 1942, à Łódź, Günter Fuchs, de la Gestapo, menace ainsi de déportation les enfants des policiers juifs si ces derniers rechignent à rafler les autres enfants du ghetto. Certains policiers, en plus d’obéir, tâchent de prouver leur efficacité à l’occupant en faisant preuve de cruauté et de brutalité à l’égard des autres habitants du ghetto. À l’inverse, Oskar Rosenfeld relate dans son journal de bord le cas d’un policier juif de Łódź qui a été fouetté par un Allemand pour s’être comporté de façon trop « humaine » avec les déportés.
Plusieurs historiens, pour expliquer la participation des policiers juifs aux rafles et déportations, soulignent la croyance bien ancrée selon laquelle la déportation aurait été pire, davantage brutale, si elle avait été menée par les Allemands ; dès lors, il apparaît à des policiers comme un moindre mal de la mener eux-mêmes,. Certains membres de la police juive dépeignent eux-mêmes leur violence comme un moyen d’éviter l’intervention des Allemands dans le ghetto, et donc comme une manière de protéger les Juifs de l’oppresseur. Ainsi en est-il dans le ghetto de Łódź, lorsque le président du Judenrat Chaim Rumkowski, qui commande la police juive, confronté à l’ordre des Allemands de « relocaliser » (en réalité déporter vers le centre d'extermination de Chełmno) 20 000 Juifs en décembre 1941, puis de déporter des enfants en septembre 1942, estime qu’il est préférable que la police juive s’en charge afin d’éviter la brutalité et l’arbitraire d’une intervention de la police allemande, indique l’historienne allemande Andrea Löw. Les policiers juifs de Łódź forcent néanmoins les très nombreux récalcitrants à les accompagner, avec brutalité, lors de véritables rafles.
Individuellement ou collectivement, des policiers refusent néanmoins d’obéir, tentent d’aider la population, quittent la police ou rejoignent la résistance (cf. infra).

### Liquidation des polices juives
Les promesses faites aux policiers par les autorités allemandes sont dans la plupart des cas trahies : « La police juive ne fut épargnée qu’aussi longtemps que son aide était requise », écrit l’archiviste et historien américain d’origine polonaise Isaiah Trunk. Lors de la liquidation des ghettos (1942-1943), la plupart des policiers, ainsi que leurs familles, sont tués sur place ou déportés vers les centres d’extermination ; tout au plus ceux du ghetto de Siedlce sont-ils acheminés vers les camps d’extermination dans un wagon séparé du reste de la population,,,. À Przedbórz, dans le Gouvernement général de Pologne, huit policiers juifs (et un membre du Judenrat) se voient ainsi promettre par les Allemands d’avoir la vie sauve mais, le 9 octobre 1942, la liquidation du ghetto terminée, ils sont abattus sur place ; à Drohobytch (Gouvernement général de Pologne, aujourd'hui en Ukraine), les policiers sont assassinés une quinzaine de jours après la liquidation du ghetto.
Lorsque la liquidation des ghettos se fait par étapes successives, comme c’est le cas à Varsovie, Cracovie ou Lublin, l’effectif policier est généralement amputé à chaque étape, une partie étant déportée, tandis que l’autre croit aux promesses de survie,. Ainsi dans le ghetto de Lublin, lors de la première déportation, en mars 1942, 35 des 113 policiers juifs se voient promettre qu'ils demeureront en service de manière permanente ; ils sont cependant exécutés ou déportés en novembre de la même année. À Cracovie, la liquidation finale du ghetto intervient en mars 1943 : une partie des Juifs est assassinée sur place, d’autres sont déportés à Auschwitz, d’autres encore déplacés au camp de travail voisin de Płaszów, tandis que la police demeure pour « nettoyer » le ghetto ; le 14 décembre 1943, la plupart des policiers sont assassinés avec leur famille, tandis que le reste continue à officier au sein du camp de Płaszów, qui sera à son tour liquidé à partir de juillet 1944. Après la liquidation des ghettos, de nombreux membres des services d’ordre qui ont été déportés de la sorte dans des camps, avec les autres survivants de leur ghetto, y demeurent policiers ou y occupent des postes d’encadrement.

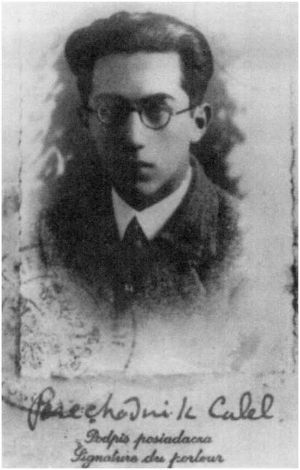
Calel Perechodnik dans les années 1930.

Calel Perechodnik, policier juif du ghetto d'Otwock, qui y a participé aux opérations de déportation en août 1942, narre dans Suis-je un meurtrier ? comment il a alors lui-même accompagné sa femme et sa fille sur la place centrale du ghetto d’Otwock après qu’on lui a promis qu’elles seraient épargnées — elles sont en réalité toutes les deux déportées au centre d'extermination de Treblinka. Il décrit également l’état d’esprit de ses collègues dont les compagnes viennent d’être déportées : « La souffrance ennoblissait le cœur de certains qui compatissaient à celle de tous les Juifs sans exception et les aidaient sans contrepartie. D’autres, rendus amers, cherchaient et trouvaient consolation dans les malheurs d’autrui,. »

### Tribunaux d’honneur et perception après la guerre
Au terme de la guerre, des policiers juifs et — dans une moindre mesure, souligne Isaiah Trunk — des membres des conseils juifs locaux sont accusés par les survivants d’avoir eu une position privilégiée durant l’occupation, d’avoir brutalisé leurs frères juifs et d’avoir collaboré avec les nazis.
Certains policiers sont jugés par des tribunaux. C’est notamment le cas en Israël — où la justice examine également le cas de kapos et membres des Judenräte —, en Pologne, et dans les pays intégrés après-guerre à l’Union soviétique.
Plusieurs dizaines de policiers sont présentés (ou, plus rarement, se présentent eux-mêmes pour être réhabilités) devant les tribunaux d’honneur juifs ; ceux-ci jugent aussi des kapos juifs — les prisonniers chargés par les nazis d’encadrer leurs pairs dans les camps de concentration et, dans une moindre mesure, des membres des Judenräte,. Ces tribunaux d’honneur sont constitués sous divers noms dans plusieurs pays européens, notamment dans des camps de personnes déplacées en Allemagne et en Italie, dans lesquels prévaut au sein de la communauté juive l’idée selon laquelle il est de son ressort de juger les crimes commis par des Juifs contre d'autres Juifs, notamment afin d’éviter toute manipulation antisémite. Ils sont généralement présidés par des survivants à la Shoah et peuvent prononcer des peines allant de l’interdiction d’occuper des fonctions officielles dans les institutions juives à l’exclusion de la communauté juive,. En Pologne, un tribunal d’honneur, le Tribunal civil (en polonais, Sądy społeczne) est créé en 1946 par le Comité central des Juifs en Pologne (CCJP) après que Michał Weichert, un Juif de Cracovie accusé de collaboration et considéré comme un traitre par le CCJP, a été acquitté par une cour d'État ; la première personne poursuivie par la nouvelle instance est un membre du service d’ordre du ghetto de Varsovie, Shepsl Rotholc,,. En Allemagne, dans la zone occupée par les États-Unis, des tribunaux d’honneur locaux émergent en 1945, puis le Comité central des Juifs libérés crée à Munich un Tribunal d’honneur central en juin 1946, lequel jugera notamment deux anciens membres de la police juive de Kovno ; dans la zone soviétique, un tribunal d’honneur est créé fin 1945.
La question posée, plus encore pour les polices juives que pour les conseils locaux, est celle de la collaboration avec les nazis : il s’agit alors d’évaluer s’ils ont « agi sous la contrainte et s’ils auraient pu se soustraire au service », écrit l’historienne polonaise Katarzyna Person. Ni les tribunaux d’honneur — à l'exception notable du Tribunal civil polonais mis en place par le CCJP — ni la justice israélienne (qui s’appuie sur une loi votée par le parlement) ne considèrent la simple appartenance aux services d’ordres juifs comme condamnable, eu égard à la grande diversité des situations,,. En Israël, la loi votée par la Knesset en 1950 considère que n’est pas coupable celui qui applique les ordres allemands lorsque les refuser lui fait courir un risque imminent de mort. Des interprétations différentes interviennent entre les juges de district et ceux de la Cour suprême quant à savoir si la participation des polices juives à la mise en œuvre du travail forcé est sanctionnée par la loi.
Les policiers accusés se défendent pour la plupart en affirmant n’avoir pas participé aux déportations et autres exactions, à l’inverse de leurs collègues ; ceux qui admettent leur participation évoquent un simple rôle destiné à donner le change et affirment avoir sauvé des Juifs ou aidé la résistance, ou bien encore expliquent n’avoir été que des rouages d’une machine qui les dépassait.
Certains policiers, accusés par de nombreux survivants, sont reconnus coupables ; d’autres ne sont pas condamnés par manque de preuves et témoignages ou parce qu’ils ont émigré ; d’autres encore sont innocentés et voient reconnus leurs efforts pour aider autant que possible les Juifs — un tribunal d’honneur loue même l’attitude de l’ensemble de la police du ghetto de Białystok qui a refusé de participer aux rafles précédant la déportation,.
Quant à l’URSS, les historiens français Alain Blum, Thomas Chopard et Emilia Koustova consacrent une étude à quinze membres des Jüdischer Ordnungsdienst des ghettos lituaniens qui ont été jugés par les tribunaux soviétiques après la guerre. Ils distinguent deux grandes périodes. De la Libération à la fin des années 1940, les investigations, menées à charge, se concentrent sur une minorité de policiers, dont les actions violentes sont envisagées sous un prisme individuel, sans analyse du contexte — la vie dans les ghettos —, ni prise en compte des contraintes qui pesaient sur eux. Au tournant des années 1950, dans un contexte répressif marqué par un regain de l’antisémitisme stalinien (chasse aux sionistes, aux « cosmopolites »), certains anciens policiers sont accusés d’être des ennemis de l’Union soviétique, par exemple pour leur appartenance à l’Union of Jewish Fighters for Lithuanian Independence durant l’entre-deux-guerres. Leur participation passée aux polices juives n’est pas le cœur de l’accusation : elle fait figure d’argument supplémentaire pour démontrer qu’ils sont des Juifs « fascistes » ou « chauvinistes » ; indépendamment de leurs actes effectifs — voire en inventant des accusations absentes des témoignages des survivants —, leur appartenance aux Jüdischer Ordnungsdienst permet de les dépeindre sous les traits stéréotypés d’individus sadiques et brutaux.
Si les polices juives ont été décrites très sévèrement au sortir de la guerre, leur analyse ultérieure par les historiens, comme pour les conseils juifs, est plus nuancée, relève l’historienne Katarzyna Person. Selon l’historien français Georges Bensoussan, les services d’ordre se retrouvent d’emblée enfermés dans le même piège que les conseils juifs locaux, désireux d’œuvrer à la survie des Juifs : celui de l’accommodement aux ordres allemands — et lorsque « la police juive du ghetto se fait l’auxiliaire des assassins, l’accommodement vire au pire ». « Les procès, écrit Isaiah Trunk, ont mis à nu les racines profondes de la fragilité et de la dégradation humaines, notamment la perfidie du régime nazi dans les ghettos et les camps pour duper ses collaborateurs ». Paul R. Batrop souligne qu’« il est parfois difficile de porter un jugement sur la police juive du ghetto. Dans une large mesure, ils se situent dans une « zone grise » similaire à celle dans laquelle tombent les dirigeants et membres des Judenräte pour lesquels ils travaillaient ». L’historienne allemande Andrea Löw, dans une étude sur le ghetto de Łódź, évoque également la « zone grise » décrite par l’écrivain italien et survivant à la Shoah Primo Levi (pour qualifier la situation des kapos, les prisonniers des centres d’extermination qui ont secondé les nazis) et souligne que la participation aux polices juives découle avant tout d’une volonté de survivre au ghetto.

## Caractéristiques

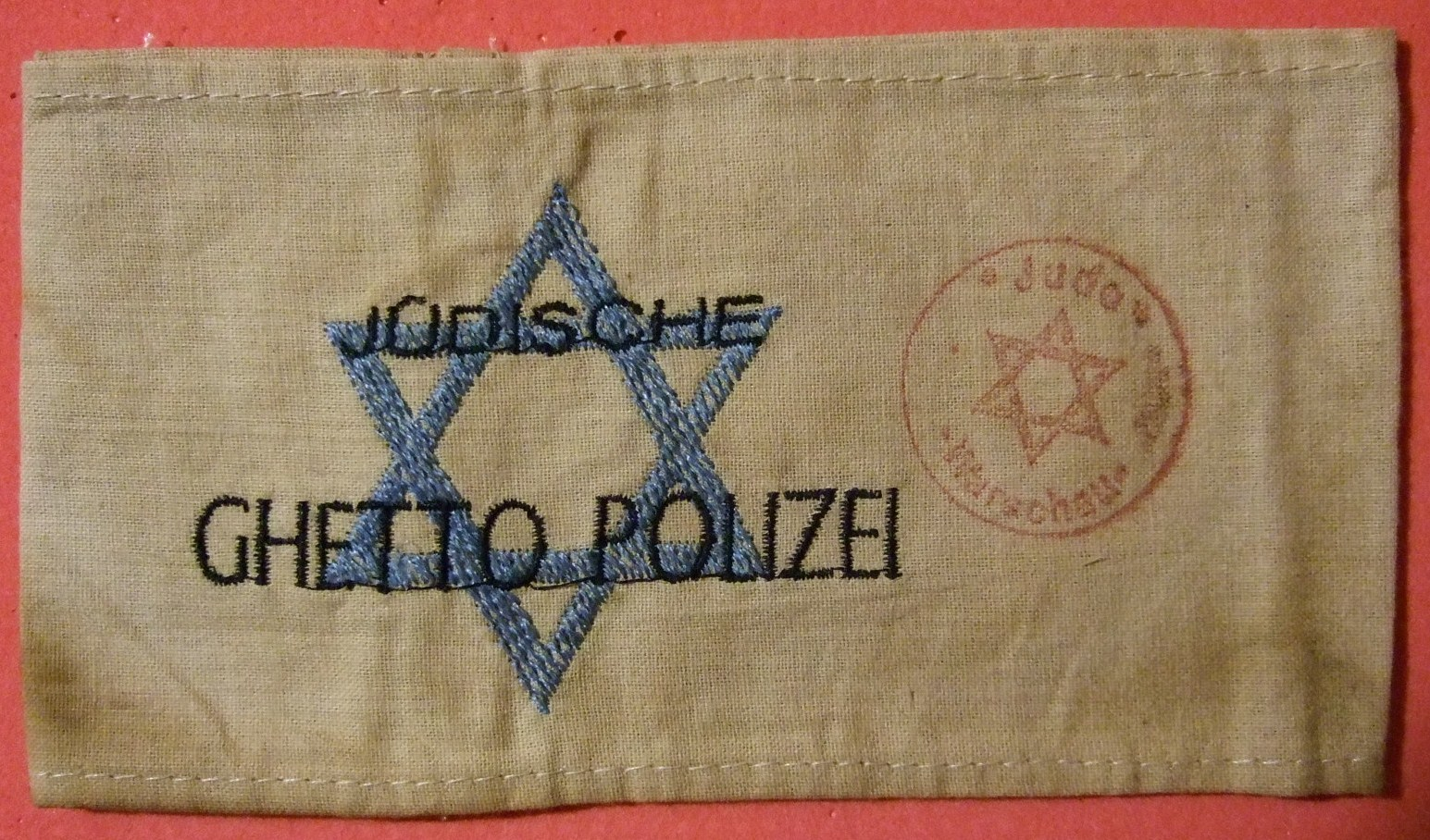
Brassard d’un policier juif du ghetto de Varsovie.

### Rémunération et avantages
Les policiers de certains ghettos (par exemple Lublin ou Pabianice) sont normalement rémunérés par le Judenrat, quoique les salaires soient dans bien des cas irréguliers ; dans les autres ghettos, aucune rémunération n’est prévue,.
Des privilèges sont toutefois octroyés aux membres de la police juive du ghetto, notamment l’exemption de travaux forcés, la réception de rations alimentaires plus importantes, l’exonération de certaines taxes et la promesse — souvent trahie — d’échapper, ainsi que leur famille, aux déportations.
L’absence ou la faiblesse de la rémunération est réputée avoir entraîné des difficultés de recrutement dans certains ghettos, avoir encouragé la candidature d’individus jugés peu recommandables et avoir participé à l’omniprésence de la corruption dans les rangs de la police. En situation de pouvoir et affectés pour certains à la garde de l’enceinte du ghetto, les policiers peuvent en effet tirer profit de la contrebande et spolier les autres Juifs,.

### Équipement

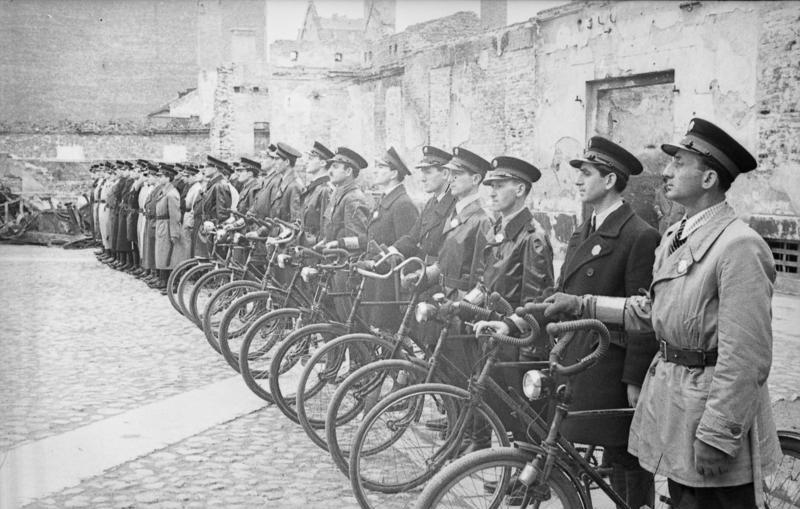
Policiers à bicyclette du ghetto de Varsovie, en mai 1941.

Les membres de la police juive ne portent pas d’uniformes officiels harmonisés. Ils sont généralement dotés d’un brassard d’identification, d’un chapeau et d’un insigne, identiques au sein d’un ghetto mais variables d’un ghetto à l’autre ; ils arborent cependant tous une étoile de David. Certains portent également leur matricule, voire leur grade. Ils sont équipés de matraques ou bâtons, en bois ou en caoutchouc, mais ne sont pas autorisés à porter d’armes à feu,. Quelques-uns sont équipés de vélos, par exemple les agents chargés des communications dans le ghetto de Varsovie.

### Effectifs

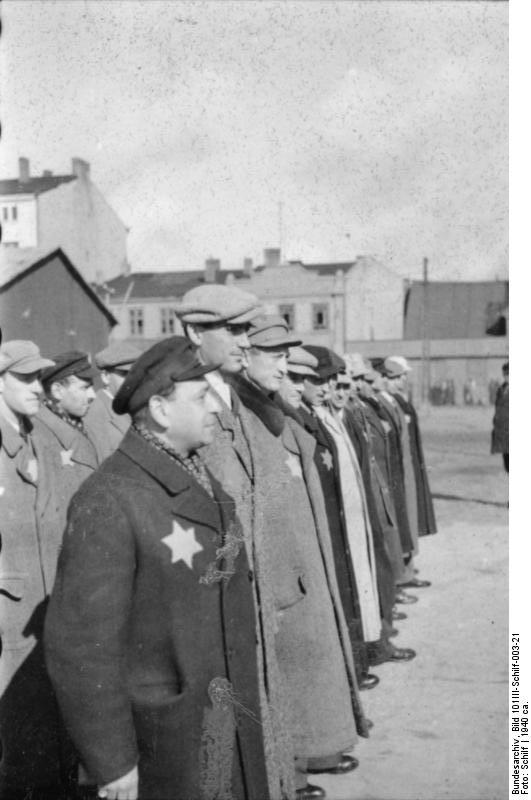
Membres de la police juive du ghetto de Łódź, en avril 1940- ou mai 1940.

Les effectifs de police sont uniquement composés d’hommes, à quelques exceptions près (Łódź, entre novembre 1942 et mars 1943, et Vilnius comportèrent notamment des effectifs féminins). Les policiers sont d’origines sociales diverses, avec des niveaux d’étude et des professions variables, mais un niveau d’éducation généralement supérieur à la moyenne : on y trouve d’anciens commerçants comme des artisans, ainsi qu'un certain nombre d’anciens soldats et d’avocats. En outre, notamment en raison de la corruption pour y entrer, certains délinquants et criminels parviennent à l’intégrer, dans le but d’en tirer des bénéfices personnels,,.
Dans certains ghettos (par exemple à Kovno), les policiers sont essentiellement des résidents locaux, tandis que dans d’autres figurent (y compris à la tête de la police) de nombreux réfugiés d’autres villes ou pays, parfois nommés par les Allemands. Selon l’historien Aharon Weiss, au sein d’un échantillon de cent ghettos du Gouvernement général de Pologne, la majorité des commandants de police n’était pas impliquée dans la vie publique locale d’avant-guerre, à l’inverse des Judenräte composés essentiellement de figures publiques juives bien connues localement.
Les effectifs varient selon la taille des ghettos, et augmentent à l’approche des déportations, lorsqu'il faut de la main-d’œuvre pour les mener, avant de diminuer de nouveau après, quand certains policiers démissionnent, sont exécutés ou déportés. La plus grande unité de police juive se trouve dans le ghetto de Varsovie, qui accueille plus de 300 000 personnes : elle compte jusqu’à environ 2 300 agents. Le ghetto de Łódź dénombre quant à lui environ 1 200 agents, le ghetto de Lwów 500 et le ghetto d'Otwock une centaine.

### Organisation

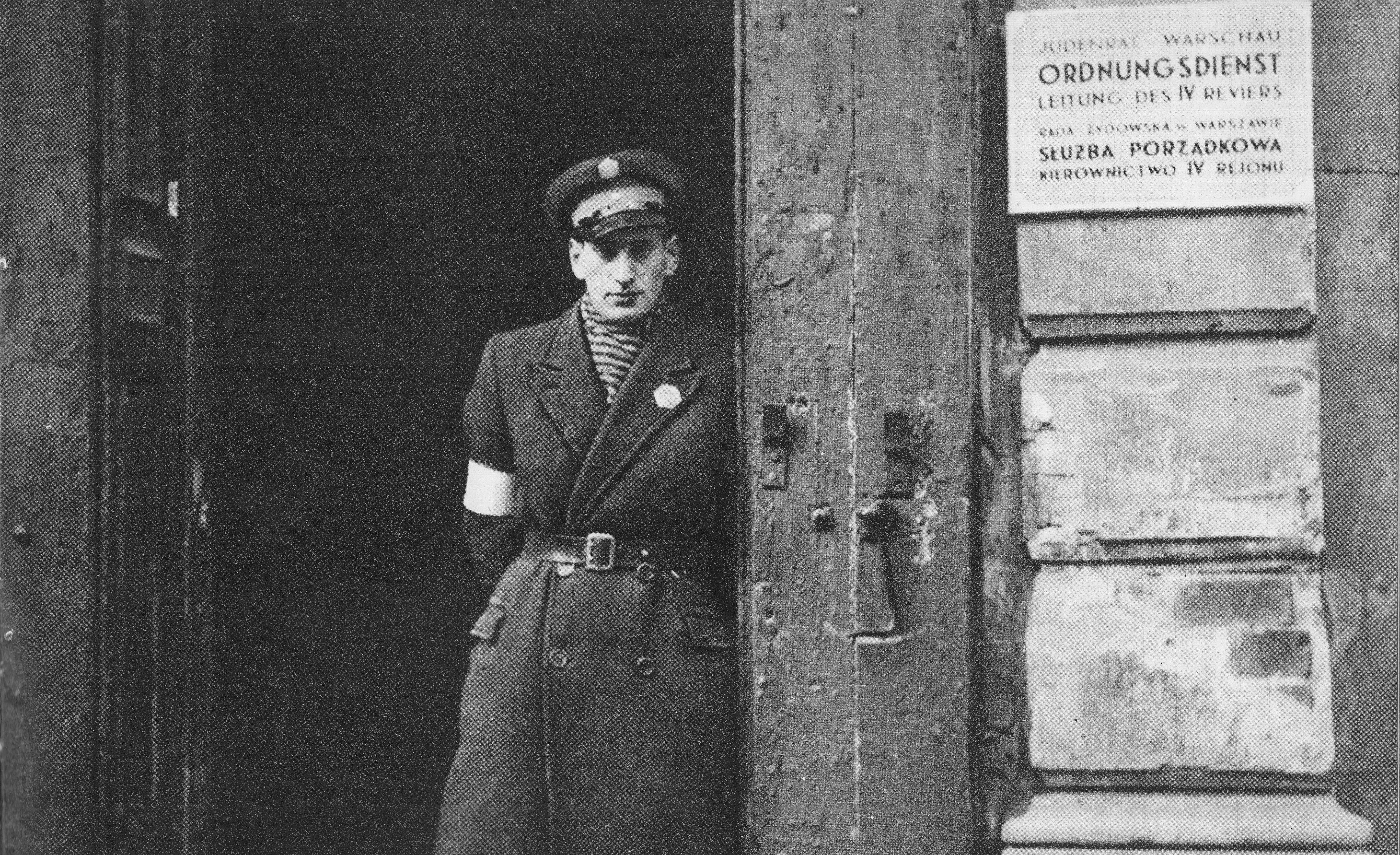
Un policier à l’entrée du commissariat du quatrième arrondissement du ghetto de Varsovie.

La police juive est hiérarchisée : à sa tête, un commandant, nommé en allemand Leiter des OD (« OD » signifie Ordnungsdienst, « service d’ordre » et Leiter signifie « chef » ou « dirigeant ») ou Chef der Ghettopolizei ; il est assisté d’un adjoint. Selon la taille du ghetto et de sa police, des postes de police sont installés dans les différents quartiers ; chacun est doté d’un responsable et comporte éventuellement des subdivisions et une hiérarchie subalterne. À Varsovie par exemple, le plus grand ghetto juif, chaque commissariat de quartier comporte un commandant assisté de deux adjoints, à la tête de (notamment) trois pelotons d’une cinquantaine d’hommes, chacun sous la direction d’un commandant adjoint de quartier et divisé en groupes de douze hommes, eux-mêmes dotés d’un responsable et subdivisés en sections.

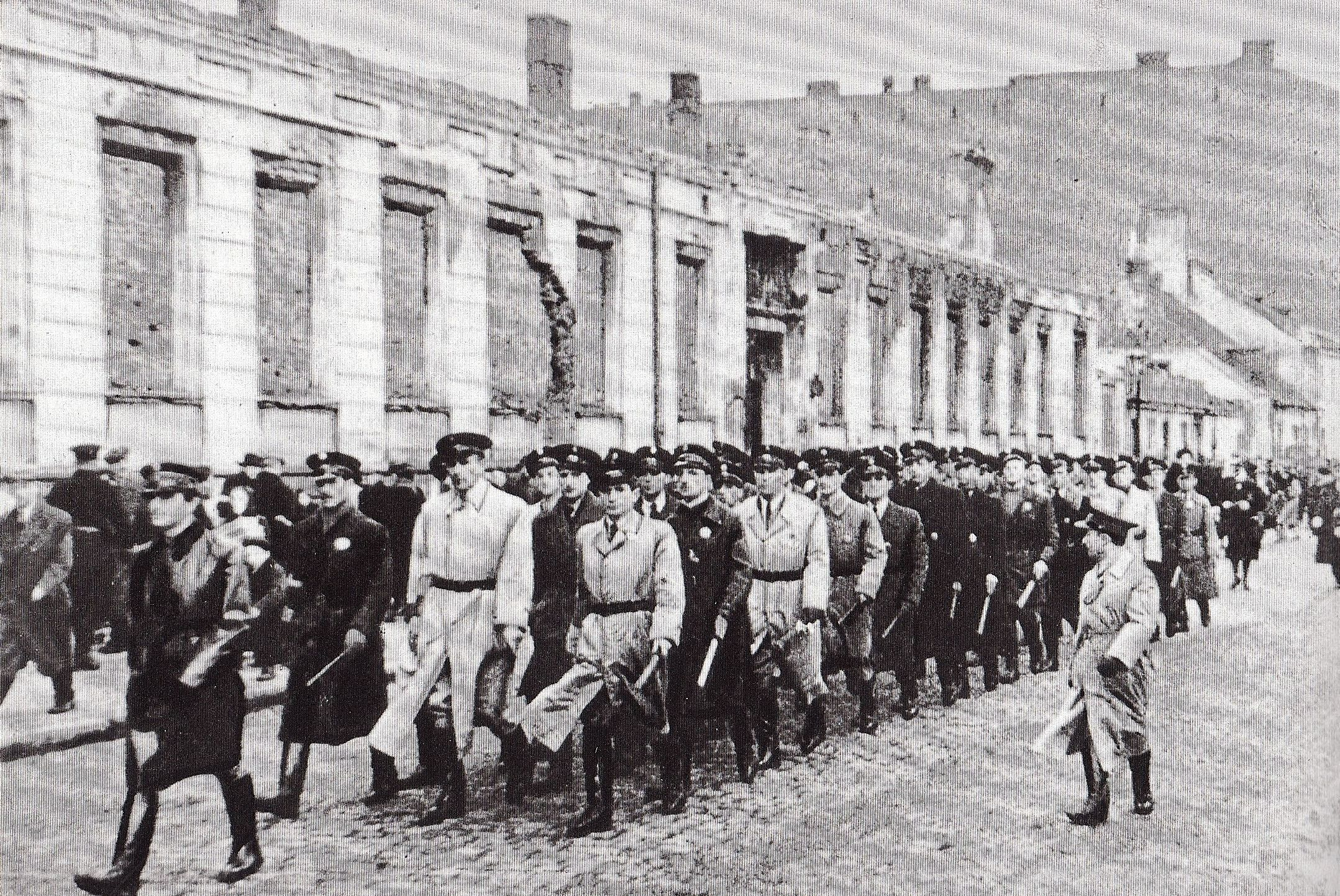
Policiers juifs du ghetto de Varsovie, circa 1941.

Dans les ghettos de taille moyenne et grande, la police comporte divers services spécialisés : unité chargée du travail forcé, contrôle de l’hygiène publique et lutte contre les épidémies, surveillance de la prison, brigade criminelle, gardiens de l’enceinte du ghetto, défense anti-aérienne (à Varsovie), etc..
Des unités de lutte contre l’incendie sont créées dans plusieurs ghettos, où elles sont tantôt rattachées au conseil juif local, tantôt à la police. Leurs membres sont également amenés à endosser des missions de police dans certains ghettos ; des documents en témoignent à Kovno, Łódź et Zelechow.

### Corruption

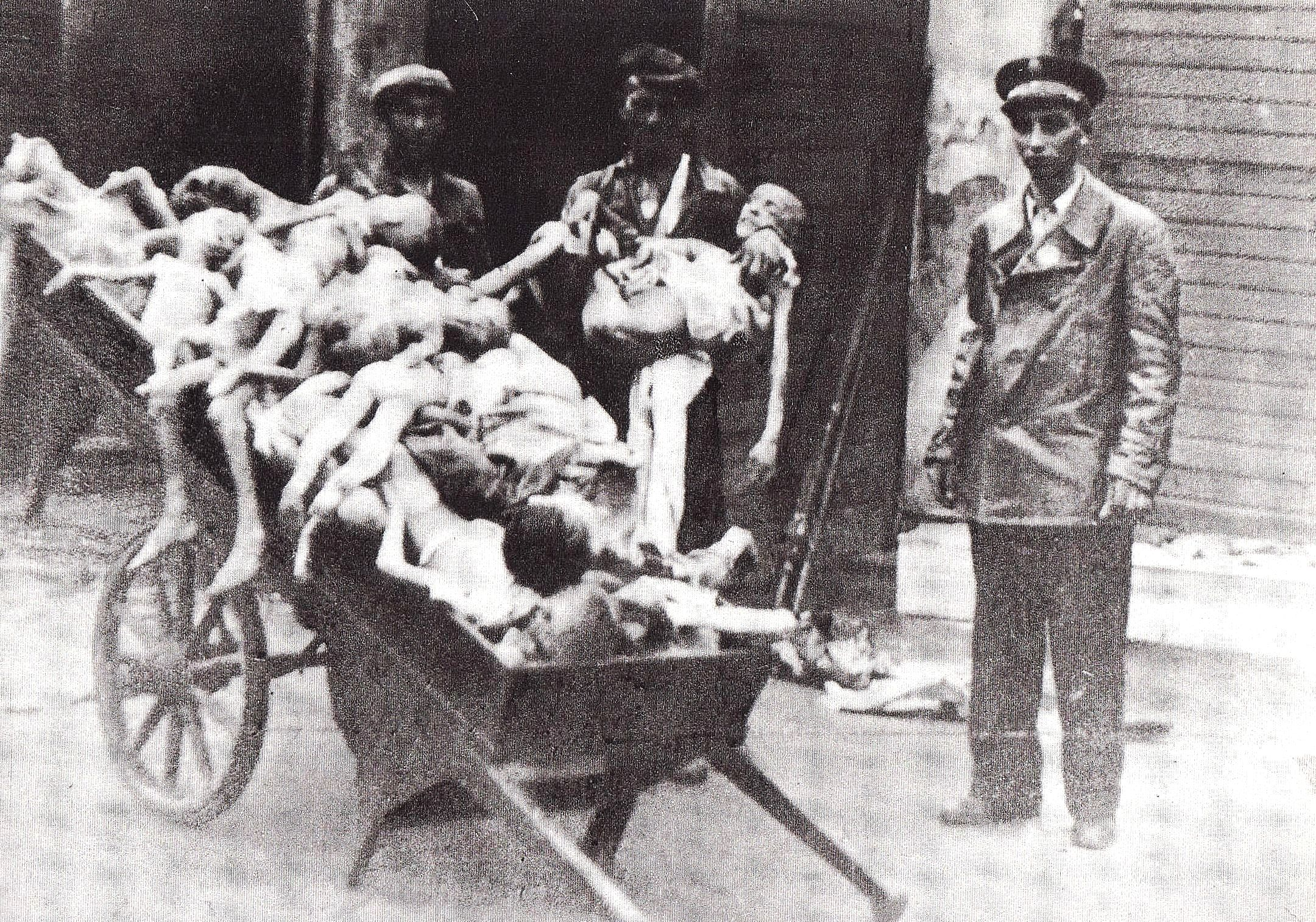
La police juive du ghetto de Varsovie transporte des corps émaciés d’enfants morts.

La corruption est omniprésente dans les services d’ordre juifs et elle est souvent dénoncée dans les témoignages d’habitants des ghettos,.
Elle est de manière générale favorisée par l’état de dénuement et de famine qui prévaut dans les ghettos, relève l’historien Isaiah Trunk ; chez les policiers, elle est plus encore répandue du fait de leur situation de pouvoir, de leurs contacts avec les Allemands et la police polonaise locale (possibilité concrète de marchander avec eux et influence délétère de ces derniers sur l’éthique des policiers) et enfin, comme relevé précédemment, de la présence en leur sein d’individus cherchant à tirer profit de leur position privilégiée,.
Des policiers de Varsovie estiment que la corruption de la police juive, et la violence qui l’accompagne, font partie d’une stratégie allemande, « diviser pour mieux régner », dont le but est de corrompre moralement la communauté juive dans son ensemble.
La corruption prend plusieurs formes. Chargés de faire appliquer les ordres sur le travail forcé, certains membres de la police juive en exemptent ceux qui peuvent leur verser des dessous-de-table — ou à tout le moins leur attribuent des postes moins épuisants. Lorsque, pour le compte du conseil juif local ou des forces allemandes, ils collectent des taxes et confisquent certains biens, ils en profitent pour s’enrichir personnellement ; certains vont jusqu’à s’associer à la Gestapo pour spolier les Juifs.
Les policiers, également responsables de la garde de l’enceinte du ghetto — au sein duquel sévit souvent la famine — extorquent pour certains tout ou partie de la contrebande qu’ils viennent à découvrir. Dans certains cas néanmoins, par exemple à Skierniewice, ils organisent la contrebande en faveur de la population. Les membres du service d’ordre juif servent souvent d’intermédiaires entre la population et les Allemands ou les policiers polonais,.
À Varsovie, il est également rapporté que les actions de désinfection des appartements (menées dans le cadre de l’épidémie de typhus, par la police juive et parfois par l’Ordnungspolizei et la police bleue) sont l’occasion de vols et de brutalités ; les policiers juifs se font verser des pots-de-vin par la population pour prévenir des inspections sanitaires, les empêcher, faire libérer des personnes confinées aux bains publics ou encore détruire des rapports d’inspection,.
Toujours à Varsovie, de nombreux membres du service d’ordre chargés de la surveillance de la prison du ghetto — créée à l’été 1941 ; sa surpopulation et plus largement ses conditions de détention inhumaines engendrent une forte mortalité — sont enclins à relâcher plus rapidement les détenus (généralement emprisonnés pour contrebande) qui les payent, ou à leur octroyer des avantages. Quelques policiers aident cependant gracieusement des détenus à s’évader,.
La corruption s’étend dans certains ghettos (Varsovie, Łódź, etc.) jusqu’aux actions de liquidation, au cours desquelles des policiers juifs monnayent la vie sauve d’autres Juifs ainsi que des services (porter une lettre à la famille, vendre du pain) à ceux qui vont être déportés,.
Dans les ghettos où il se soucie de la respectabilité du service d’ordre juif, le conseil local œuvre à lutter contre la corruption en son sein. À Kovno, des écrits de policiers font ainsi mention d’un groupe corrompu qui aurait été arrêté par la section criminelle de la police du ghetto. Dans le ghetto de Białystok, la police juive est largement corrompue et terrorise tant la population que le Judenrat, si bien que le président de ce dernier opère en juin 1942 une purge durant laquelle une vingtaine de policiers corrompus sont envoyés dans des camps de travail.
À Varsovie, en revanche, en dépit des règlements internes du service d’ordre juif qui interdisent explicitement l’enrichissement personnel des agents et les actes de corruption, ceux-ci « deviennent la principale source de revenus pour les policiers et sont tolérés à contrecœur par l’administration juive et les autorités allemandes », souligne l’historienne Katarzyna Person ; quelques efforts sont entrepris tardivement par le Judenrat et le commandant pour améliorer les pratiques et l’image de la police juive, sans grand succès.

## Relations avec la population, les nazis et la résistance

### Variété des situations
Le positionnement des Jüdische Ordnungsdienste vis-à-vis des occupants nazis, de la population et du Judenrat varie d’un ghetto à l’autre, ainsi qu’avec le temps.
Dans une étude de cent ghettos du Gouvernement général de Pologne, Aharon Weiss recense quatre grands cas de figure : dans quatorze communautés, le Judenrat et la police juive cherchent à protéger au mieux la population juive de la répression nazie ; dans vingt-deux autres, elle tente de protéger la population dans un premier temps avant de se soumettre aux nazis ; dans vingt-sept communautés, les deux institutions sont d’emblée inféodées aux Allemands ; enfin, dans les trente-sept cas restants, la police — soumise aux nazis — absorbe ou dirige le Judenrat.

### Désobéissance aux ordres allemands

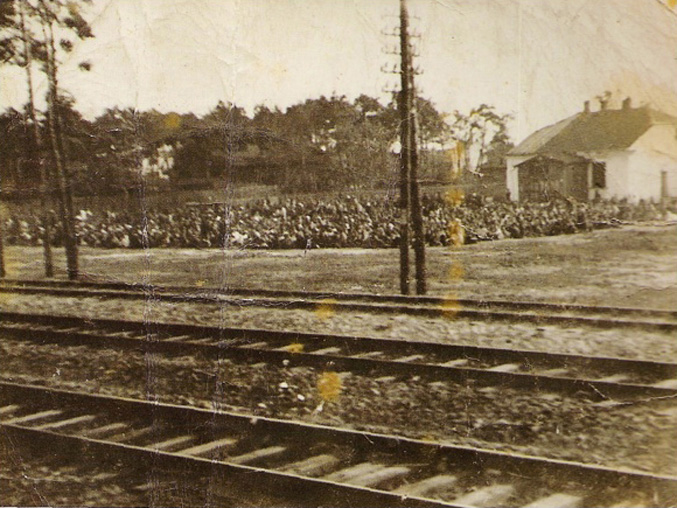
Photo clandestine des Juifs du ghetto d’Otwock rassemblés sur l’Umschlagplatz, le 19 août 1942, en attendant leur déportation pour le centre d'extermination de Treblinka.

Si les membres des Jüdische Ordnungsdienste ont participé à la spoliation des Juifs et aux déportations, ce n’est pas systématique : certains policiers refusent d’obéir aux Allemands, aident la population (dans de nombreux cas au prix de leur vie) ou quittent la police,. À Varsovie, quelques-uns se seraient suicidés,. D’autres choisissent d’être déportés avec l’ensemble des Juifs, avec leur famille, alors qu’ils peuvent demeurer au ghetto. Le policier Calel Perechodnik narre ainsi l’acte de son collègue, survenu le 19 août 1942 sur la place où sont rassemblés les Juifs d’Otwock pour être déportés à Treblinka :

« Je me tais, mais l’attitude d’Abram Willendorf éclaire la situation. Lui non plus ne dit rien à sa femme, il enlève son brassard, sa casquette et son matricule, les jette et s’assied tranquillement par terre. Nous partons ensemble, voilà la réponse tacite de Willendorf, homme d’honneur. […] Tu as sauvé l’honneur des Juifs d’Otwock, l’honneur de la police. […] Et moi, l’intellectuel, qu’ai-je fait ? Ai-je ôté mon brassard ? Non, je n’en ai pas eu le courage. »

Plusieurs actions collectives de désobéissance ont également été documentées. Ainsi, dans le ghetto de Kovno (dans l’actuelle Lituanie, alors intégrée au Reichskommissariat Ostland), les 27 et 28 mars 1944, une quarantaine de policiers juifs qui refusent d’aider les Allemands lors d’une Aktion — qui fit 1 300 victimes — sont emmenés dans le Neuvième Fort où ils sont torturés puis exécutés. D’autres policiers collaborent à l’inverse avec les nazis et intègrent la nouvelle police juive instituée dans la foulée de ces événements, directement sous les ordres de la Gestapo. Dans le ghetto de Białystok, lors des déportations de février 1943, la police refuse de participer à la rafle des Juifs ordonnée par les Allemands — ses membres sont en conséquence roués de coups. Dans plusieurs ghettos, des policiers juifs, parfois la majorité d'entre eux, préviennent la population de l’imminence d’une opération de déportation, afin qu’elle puisse se cacher.
Selon l’historien Aharon Weiss, sur 100 polices juives de ghettos du Gouvernement général de Pologne étudiées, 88 ont accédé, durant leur existence, aux demandes allemandes, y compris lors des opérations de déportation dans le cadre de la liquidation des ghettos. Néanmoins, ces épisodes « se sont surtout produits dans les dernières phases de l’existence des ghettos, après que des changements de personnel avaient été effectués dans les rangs de la police » : les policiers — ainsi que les membres du Judenrat — les moins obéissants démissionnent ou sont exécutés, et sont remplacés par des membres davantage serviles. Considérées par les Allemands comme davantage obéissantes que les Judenräte, les polices juives leur sont préférées.

### Attitude vis-à-vis de la résistance
Dans certains ghettos existent des mouvements de résistance, plus ou moins organisés. Leurs relations avec les Jüdische Ordnungsdienste sont variables d’un ghetto à l’autre.
Dans de nombreux cas, les relations entre résistants et policiers sont hostiles ; ainsi que le résume l’historien Paul R. Bartrop : « tandis que [les résistants] voient la police du ghetto comme des traîtres à leur peuple qui font le travail des nazis, [les policiers] considèrent comme leur rôle d’éliminer les menaces pesant sur le bon fonctionnement du ghetto et de ne pas attiser la colère des occupants ». Souvent, la police juive s’oppose ainsi à la résistance, voire dénonce ses membres à la Gestapo. À Novogroudok (Ruthénie blanche), la police juive cherche à empêcher les Juifs de quitter le ghetto et confisque à cette fin les chaussures de ceux soupçonnés d’un tel projet.
Selon Isahia Trunk, plusieurs raisons peuvent expliquer l’attitude de la police juive : les actions de la résistance vont à l’encontre du maintien de l’ordre dans le ghetto, dont les policiers sont responsables devant les Allemands ; les policiers tiennent la résistance pour responsable des brutales représailles des Allemands contre des Juifs (y compris parfois des membres du Judenrat ou de la police) après une de leurs actions ; enfin, la croyance selon laquelle ils survivront au ghetto est répandue parmi les policiers.

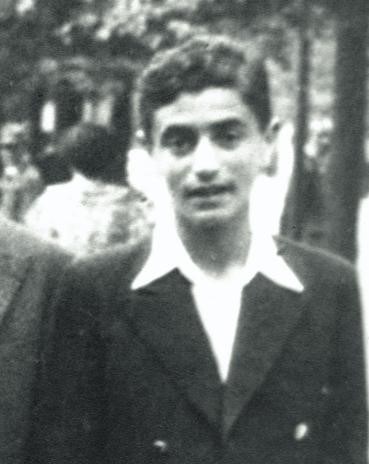
Izrael Kanal, membre de la police juive et de l’organisation de résistance Żydowska Organizacja Bojowa.

Les policiers juifs ainsi que les membres de conseils juifs qui se sont opposés le plus frontalement à la résistance ont souvent été assassinés par cette dernière. À Varsovie, le 20 août 1942, pendant la liquidation du ghetto, Izrael Kanal, à la fois membre de la police juive et de l'organisation de résistance juive Żydowska Organizacja Bojowa (ŻOB), tente ainsi, sans succès, d’assassiner le commandant de la police, Józef Szeryński ; son successeur, Jacob Lejkin, est exécuté par la ŻOB deux mois plus tard. D’autres policiers sont par la suite exécutés par la ŻOB et la Żydowski Związek Wojskowy (ŻZW),,.
Néanmoins, il existe de nombreux exemples de policiers, parfois l’essentiel des effectifs, qui entretiennent de bonnes relations avec la résistance. Isahia Trunk estime que la police juive est plus souvent susceptible d’aider la résistance dans l’Est (Est de la Pologne, Lituanie et Biélorussie) que dans le centre et l’Ouest de la Pologne, probablement parce que s’y trouvent les forêts abritant les partisans et que les jeunes policiers y ont plus souvent qu’ailleurs eu un engagement avant-guerre dans des partis politiques.
Plusieurs cas de Juifs concomitamment policiers et résistants ont été documentés, de même que de policiers finissant par rejoindre la résistance. Même dans les polices largement hostiles à la résistance, il arrive qu’un individu fournisse des informations aux résistants, comme ce fut le cas à Cracovie.
Ainsi, quinze des vingt-deux policiers que compte le ghetto de Baranavitchy (Ruthénie blanche) appartiennent à la résistance, dont le commandant (qui est exécuté par les Allemands pour cette raison). Dans le ghetto de Kovno, une partie de la Jüdische Ghetto-Polizei appartient à la résistance ; dans les pas de l’Arbeitsamt (l’équivalent local du Judenrat), elle entraîne aux armes des Juifs et aide quelque 300 résistants à fuir le ghetto pour rejoindre les partisans soviétiques dans les forêts environnantes,,. Le soutien d’une partie de la police à la résistance a également été documenté dans les ghettos de Riga (Reichskommissariat Ostland), Minsk et Lida (Ruthénie blanche) ainsi que Rohatyn (Gouvernement général de Pologne).
La résistance cherche par ailleurs à infiltrer ses membres dans les polices juives, afin d’obtenir des informations sur la vie du ghetto et d’aider à démasquer les informateurs de la Gestapo ; c’est par exemple le cas à Vilnius, où le Fareynikte Partizaner Organizatsye (FPO) est actif.

### Perception par la population
Si, dans les premiers temps, la police juive a pu être perçue sous un jour positif par la population juive des ghettos, qui y voyait une force à même de la protéger de la criminalité et des Allemands, ce sentiment s’est estompé, au plus tard lors des premières déportations auxquelles les policiers juifs ont participé : après quoi, les Juifs ne ressentent généralement que de la haine à l’égard du service d’ordre juif et vont jusqu’à se réjouir de la déportation des policiers,,,.
La défiance, puis la haine de la population à l’égard de la police du ghetto et des conseils juifs locaux trouvent leur source dans le fait que ces deux institutions mettent en œuvre en pratique les diktats répressifs allemands et sont dès lors le visage des exactions (travail forcé, confiscation de biens, diverses taxes, etc.). Les Allemands demeurent en retrait jusqu’aux déportations, durant lesquelles ils agissent en première ligne. Le journal de l’écrivain en yiddish Yehoshua Perle,, habitant du ghetto de Varsovie, témoigne de cette perception :

« Incidemment, il convient d’observer qu’à partir du 22 juillet 1942 toutes les affiches et tous les décrets étaient revêtus de la signature du Judenrat ou de la direction de la police juive. Les forces d’occupation allemandes n’ont signé aucune affiche, aucune ordonnance. […] De manière à ce que l’on constate ultérieurement que ce n’était pas eux qui avaient procédé à l’expulsion forcée mais bien la communauté juive. »

La population reproche à la police et au Judenrat leur corruption, leur inhumanité et leur brutalité. Dans le ghetto de Łódź, les débuts de la police juive sont certes marqués par la fierté des familles qui comptent un policier en leur sein, mais la population devient rapidement hostile en raison de la corruption et de la violence de l’Ordnungsdienst ; l’écrivain Oskar Rosenfeld, à l’image d’autres habitants du ghetto, décrit des « policiers [qui] crient, frappent, matraquent, au niveau de la poitrine » et les compare à l’occupant allemand. Dans la ville alors polonaise de Buczacz, un survivant témoigne que la Jüdischer Ordnungsdienst sélectionne pour le travail forcé les Juifs les plus pauvres, qui ne peuvent pas soudoyer les policiers ; un autre écrit que « la police juive vole et tue, pire que les Allemands »
Les policiers sont souvent perçus comme des privilégiés, dont la consommation parfois ostentatoire d’alcool et de bonne chère dans des bars et restaurants, alors que les autres Juifs peinent à manger à leur faim, témoigne de l’arrogance,. Cependant, les hommes du rang sont eux-mêmes pauvres, souligne l’historienne Katarzyna Person s’agissant de Varsovie.

Après avoir décrit la participation de la police juive de Varsovie à l’exécution, par la police bleue polonaise, de détenus de la prison du ghetto, en novembre et décembre 1941, Katarzyna Person relate : 

« Pour la première fois, les membres du service d’ordre juif furent utilisés comme des auxiliaires durant l’exécution d’autres Juifs. […] Pour beaucoup, ces exécutions devinrent un symbole de l’effondrement moral final de la police — et, rétrospectivement, elles ont même été considérées comme une amorce de leurs actions sur l’Umschlagplatz pendant l’Aktion Reinhard. »

Les publications clandestines de plusieurs ghettos, souvent éditées par des partis politiques, dénoncent ou moquent le Judenrat et, parfois davantage encore, le service d’ordre juif. Ce dernier est fréquemment et unanimement décrié dans les témoignages écrits d’habitants et de résistants du ghetto de Varsovie ; l’écrivain Yehoshua Perle, évoquant les policiers qui ont participé aux déportations, écrit à chaud, :

« Pourtant la question doit être posée, hurlée aux cieux : mais où donc ont-ils été élevés, ces jeunes ? Quels sont les [sic] de pères juifs qui ont pu engendrer cette semence d’assassins ? Quelles mamans juives ont donc allaité ces meurtriers ? Il faut croire qu’ils sont issus d’un croisement d’assassins et de putains. La police juive s’est décarcassée pour donner satisfaction à ses maîtres sanguinaires qui ont juré d’extirper le judaïsme. »

L’historien juif polonais et archiviste du ghetto de Varsovie Emanuel Ringelblum, tentant d’analyser la passivité des plus pauvres face à l’oppresseur, écrit : « La police juive a appris comment frapper, comment faire respecter l’ordre, et comment envoyer les gens dans les camps de travail, et elle est l’un des facteurs contribuant à garder les gens dans le rang. »
Résultent de cette hostilité à l’égard de la plupart des polices juives (et des Judenräte) des actes d’opposition, individuels ou collectifs, tantôt spontanés, tantôt organisés : désobéissance aux policiers voire rébellion physique lorsqu’ils tentent d’appliquer les directives relatives au travail forcé ou qu’ils cherchent à réguler la contrebande, manifestations et grèves dirigées contre le conseil juif. Les actions individuelles sont parfois punies de prison (ou d’un passage à tabac, jusqu’à la mort dans deux cas documentés), les manifestations réprimées brutalement, avec l’aide des Allemands si nécessaire. Lors de la liquidation du ghetto de Varsovie, à l’été 1942, les policiers qui tentent d’amener les Juifs sur l’Umschlagplatz sont fréquemment attaqués.
La police juive — plus encore que les conseils juifs, écrit l’historien Georges Bensoussan — finit ainsi, bien souvent, par être perçue comme criminelle, et être associée aux forces nazies avec lesquelles elle est accusée d’avoir collaboré,,. Plusieurs policiers sont attaqués voire tués par d’autres Juifs et par la résistance avant la fin de la guerre ; celle-ci venue, plusieurs dizaines d’entre eux sont traduits devant des tribunaux (cf. supra).

## Historiographie
De nombreuses publications sont consacrées aux conseils juifs de ghettos spécifiques, avec des mentions de leur service d’ordre, mais peu de sources de synthèse exhaustives existent. L’ouvrage de l’historien Isaiah Trunk — le plus complet qui soit paru sur les Judenräte, note l’historien Dan Michman — consacre un chapitre aux polices juives, « mais l’étude la plus complète sur ce phénomène demeure la thèse de doctorat d’Aharon Weiss »,. Les historiens s’appuient notamment sur les récits de survivants et les archives des ghettos ; les rares écrits de policiers, notamment celui anonyme à Kovno et celui de Calel Perechodnik à Otwock, sont des sources utiles aux historiens,,.
L’historiographie des polices juives du ghetto s’inscrit dans celle, débattue, des conseils juifs locaux, les Judenräte — auxquels elles sont officiellement rattachées. L’historienne polonaise Katarzyna Person souligne qu’après la guerre, les premiers travaux d’historiens, qui s’appuient sur des récits de survivants, présentent exclusivement les polices juives comme des instruments de terreur et d’oppression aux mains des Allemands. Dans les années 1960 émergent des débats sur la responsabilité morale des conseils juifs — et, dans une faible mesure, des polices juives — dans la Shoah : sont-ils coupables, victimes, ou dans une « zone grise » telle que définie par l’écrivain italien Primo Levi, rescapé de la Shoah ? Ces débats portent notamment sur les écrits de Raul Hilberg dans La Destruction des Juifs d'Europe et ceux d’Hannah Arendt dans Eichmann à Jérusalem, pour qui une partie des leaders juifs ont collaboré avec les nazis,,. Ce n’est que par la suite, et véritablement à partir des années 1990, écrit Katarzyna Person, que l’histoire des services d’ordre juifs est étudiée sans chercher à qualifier moralement leurs actions. Les historiens français Alain Blum, Thomas Chopard et Emilia Koustova soulignent que l’émergence de nouvelles sources, telles que le document sur la police de Kovno ou l’ouvrage de Katarzyna Person consacré à la police du ghetto de Varsovie, a permis de mettre l’accent sur le vécu et le quotidien des membres des polices juives, plutôt que sur la question morale de leur responsabilité.
Par ailleurs, l’image des polices juives est parfois manipulée à des fins antisémites, lors de certains procès soviétiques ou après mars 1968 en Pologne, quand fleurissent des publications visant à accabler les policiers juifs pour mieux dédouaner les Polonais non juifs de leur passivité durant la Shoah.

#### Articles
- (en) Alain Blum, Thomas Chopard et Emilia Koustova, « Survivors, Collaborators and Partisans? : Bringing Jewish Ghetto Policemen before Soviet Justice in Lithuania », Jahrbücher für Geschichte Osteuropas, vol. 68, no 2,‎ 2020 (DOI 10.25162/JGO-2020-0008).
- (en) Alicja Jarkowska-Natkaniec, « Jüdischer Ordnungsdienst in Occupied Kraków during the Years 1940-1945 », Scripta Judaica Cracoviensia, vol. 11,‎ 2013 (lire en ligne).
- Dov Levin (trad. Claire Drevon), « La police juive du ghetto vue par elle-même », Revue d'histoire de la Shoah, vol. 2, no 197,‎ 2012, p. 435-483 (DOI 10.3917/rhsho.197.0435, lire en ligne).
- (he) Aharon Weiss (thèse de doctorat), Ha'mishtara ha'yehudit be'general gouvernement u'ba'shlezia ilit bi'tekufat ha'shoa [« La police juive dans le Gouvernement général et en Haute Silésie pendant la Shoah »], Jérusalem, Université hébraïque de Jérusalem, 1973.

#### Ouvrages
- (en) Paul R. Bartrop et Michael Dickerman, The Holocaust : An Encyclopedia and Document Collection, ABC-CLIO, 2017, 1440 p. (ISBN 978-1-4408-4084-5, lire en ligne), « Jewish Ghetto Police », p. 330-331.
- (en) Havi Ben-Sasson et Gershon David Hundert (dir.) (trad. David Fachler), The YIVO Encyclopedia of Jews in Eastern Europe, New Haven Conn., Yale University Press, 2008, 2400 p. (ISBN 978-0-300-11903-9, lire en ligne), « Ghetto Police ».
- (en) Laura Jockusch (dir.) et Gabriel N. Finder (dir.), Jewish Honor Courts : Revenge, Retribution, and Reconciliation in Europe and Israel after the Holocaust, Détroit, Wayne State University Press, 2015, 387 p. (ISBN 978-0-8143-3877-3).
- (pl + de) Andrea Löw, Pawła Samusia (dir.) et Wiesława Pusia (dir.), Fenomen getta łódzkiego, université de Łódź, 2006, « Ordnungsdienst im Getto Litzmannstadt », p. 155-167.
- (en) Geoffrey P. Megargee (dir.) et Martin Dean (dir.), The United States Holocaust Memorial Museum Encyclopedia of Camps and Ghettos, 1933–1945 : Ghettos in German-Occupied Eastern Europe, vol. II, Bloomington (Ind.), Indiana University Press, 2012, 1962 p. (ISBN 978-0-253-35599-7, lire en ligne).
- (en) Katarzyna Person, Warsaw Ghetto Police : The Jewish Order Service during the Nazi Occupation, Ithaca, Cornell University Press, 2021 (ISBN 978-1-5017-5409-8, DOI 10.1515/9781501754098).
- (en) Isaiah Trunk, Judenrat : The Jewish Councils in Eastern Europe Under Nazi Occupation, University of Nebraska Press, 1996 (1re éd. 1972), 716 p. (ISBN 978-0-8032-9428-8, lire en ligne), p. 475-547.
- (en) Aharon Weiss, Patterns of Jewish Leadership in Nazi Europe 1933-1945 : Proceedings of the Third Yad Vashem International Historical Conference, April 4-7 1977, Jérusalem, Yad Vashem, 1979 (lire en ligne), « The Relations Between the Judenrat and the Jewish Police », p. 201-218.

#### Documents historiques
- Calel Perechodnik (trad. du polonais par Aleksandra Kroh et Paul Zawadzki, préf. Annette Wieviorka et Jacques Burko), Suis-je un meurtrier ? [« Czy ja jestem mordercą? »], Paris, Éditions Liana Levi, 1995 (1re éd. 1993), 313 p. (ISBN 2-86746-124-3).
- (pl) Calel Perechodnik et David Engel, Spowiedź, Institut historique juif et Ośrodek Karta, 2016 (ISBN 978-83-64476-55-6)  — nouvelle édition, davantage fidèle au manuscrit.
- (en) Samual Schalkowsky (éditeur scientifique), The Clandestine History of the Kovno Jewish Ghetto Police, Bloomington, Indiana University Press, 2014, 389 p. (ISBN 978-0-253-01283-8).